# Randall Duk Kim
Randall Duk Kim (sinh 24 tháng 9 năm 1943), tên khai sinh là Kim Duk-moon, là nam diễn viên điện ảnh kiêm nghệ sĩ hài người Mỹ gốc Hàn. Ông được biết đến nhiều nhất với vai Đại sư Oogway trong loạt phim Kung Fu Gấu Trúc.